# قوانین خدایان و آدمیان
«قوانین خدایان و آدمیان» (به انگلیسی: The Laws of Gods and Men) ششمین اپیزود از فصل چهارم سریال درام-فانتزی آمریکایی، بازی تاج‌وتخت، و به‌طور کلی ۳۶امین اپیزود پخش شده از این مجموعه است. این اپیزود در تاریخ ۱۱ مه ۲۰۱۴ در ایالات متحده و کانادا از شبکه کابلی اچ‌بی‌او به نمایش درآمد. کارگردانی این اپیزود بر عهده آلیک ساخارف بوده‌است. این اپیزود نقدهای مثبتی از منتقدان دریافت کرد و بیشتر منتقدان اتفاق نظر داشتند که صحنه محاکمه تیریون و بازی درخشان پیتر دینکلیج، نقاط عطف این اپیزود به‌شمار می‌روند. مت فولر از آی‌جی‌ان سکانس پایانی تیریون را تحسین کرده و امتیاز ۹ از ۱۰ را به این اپیزود داد.